# 尼尔·苏利文
尼爾·蘇利文（英語：Neil S. Sullivan，1942年1月18日—）是佛羅里達大學的物理學教授。
他就讀於奧塔哥大學，並於 1964 年獲得物理學學士學位，隨後於 1965 年獲得理學碩士學位。1972 年，他以「低溫下固態氫的核磁機制」論文獲得哈佛大學博士學位。

## 科學生涯
蘇利文於 1983 年成為佛羅里達大學的物理學教授。他於 1989 年成為該校物理系主任，一直擔任該職位直到 1999 年。這段時間裡，他是成功提出創建國家強磁場實驗室的三位主要合作者之一，該實驗室位在佛羅里達州的塔拉哈西。2000-2006年任該校文理學院院長（Dean of the College of Liberal Arts and Sciences）。此外，他也是《低溫物理學雜誌》的主編之一。
1987 年，他因「使用核磁共振技術對量子固體進行基礎研究：對吸附的 N2 和固體氫的取向轉變的貢獻、氫中四極玻璃態的發現、以及對固體 3He 中的空隙的物理解釋」當選美國物理學會院士 。

此外，他與皮埃爾·西基維、大衛·坦納合作提出了搜索以軸子為主的暗物質研究計畫，奠定了ADMX的發展基礎。